# 15.º distrito congresional de Texas
El 15.º distrito congresional es un distrito congresional que elige a un Representante para la Cámara de Representantes de los Estados Unidos por el estado de Texas.  Según la Oficina del Censo, en 2011 el distrito tenía una población de 775 332 habitantes. Actualmente el distrito está representado por la Republicana Monica de la Cruz. 

## Geografía
El 15.º distrito congresional se encuentra ubicado en las coordenadas 27°45′0″N 98°15′48″O / 27.75000, -98.26333.

## Demografía
Según la Oficina del Censo de los Estados Unidos, en 2011 había 775 332 personas residiendo en el 15.º distrito congresional. De los 775 332 habitantes, el distrito estaba compuesto por 638 681 (82.4%) blancos; de esos, 630 443 (81.3%) eran blancos no latinos o hispanos. Además 12 867 (1.7%) eran afroamericanos o negros, 2 191 (0.3%) eran nativos de Alaska o amerindios, 7 904 (1%) eran asiáticos, 116 (0%) eran nativos de Hawái o isleños del Pacífico, 112 900 (14.6%) eran de otras razas y 8 911 (1.1%) pertenecían a dos o más razas. Del total de la población 628 862 (81.1%) eran hispanos o latinos de cualquier raza; 597 078 (77%) eran de ascendencia mexicana, 1 886 (0.2%) puertorriqueña y 810 (0.1%) cubana. Además del inglés, 4 836 (67.3%) personas mayor a cinco años de edad hablaban español perfectamente.
El número total de hogares en el distrito era de 229 413, y el 78.3% eran familias en la cual el 40.7 tenían menores de 18 años de edad viviendo con ellos. De todas las familias viviendo en el distrito, solamente el 55.2% eran matrimonios. Del total de hogares en el distrito, el 3.5 eran parejas que no estaban casadas, mientras que el 0.3% eran parejas del mismo sexo. El promedio de personas por hogar era de 3.27. 
En 2011 los ingresos medios por hogar en el distrito congresional eran de US$33 909, y los ingresos medios por familia eran de US$54 591. Los hogares que no formaban una familia tenían unos ingresos de US$48 400. El salario promedio de tiempo completo para los hombres era de US$33 819 frente a los US$27 645 para las mujeres. La renta per cápita para el distrito era de US$15 435. Alrededor del 28.7% de la población estaban por debajo del umbral de pobreza.